# Conopsis lineata
Conopsis lineata är en ormart som beskrevs av Kennicott 1859. Conopsis lineata ingår i släktet Conopsis och familjen snokar. Inga underarter finns listade i Catalogue of Life.
Arten har flera från varandra skilda populationer i centrala och södra Mexiko. Den lever i regioner som ligger 1750 till 3100 meter över havet. I norra delen av utbredningsområdet vistas Conopsis lineata i buskskogar och lövfällande skogar. Längre söderut hittas arten ofta i blandskogar eller i områden som domineras av arter från opuntiasläktet. Dessutom besöks jordbruksmark. Individerna gräver i lövskiktet eller i det översta jordlagret. De gömmer sig ofta under stenar. Honor lägger ägg.
För beståndet är inga hot kända. IUCN kategoriserar arten globalt som livskraftig.